# Pseudepipona pervigilans
Pseudepipona pervigilans är en stekelart som först beskrevs av Giordani Soika.  Pseudepipona pervigilans ingår i släktet Pseudepipona och familjen Eumenidae. Inga underarter finns listade i Catalogue of Life.